# Jive

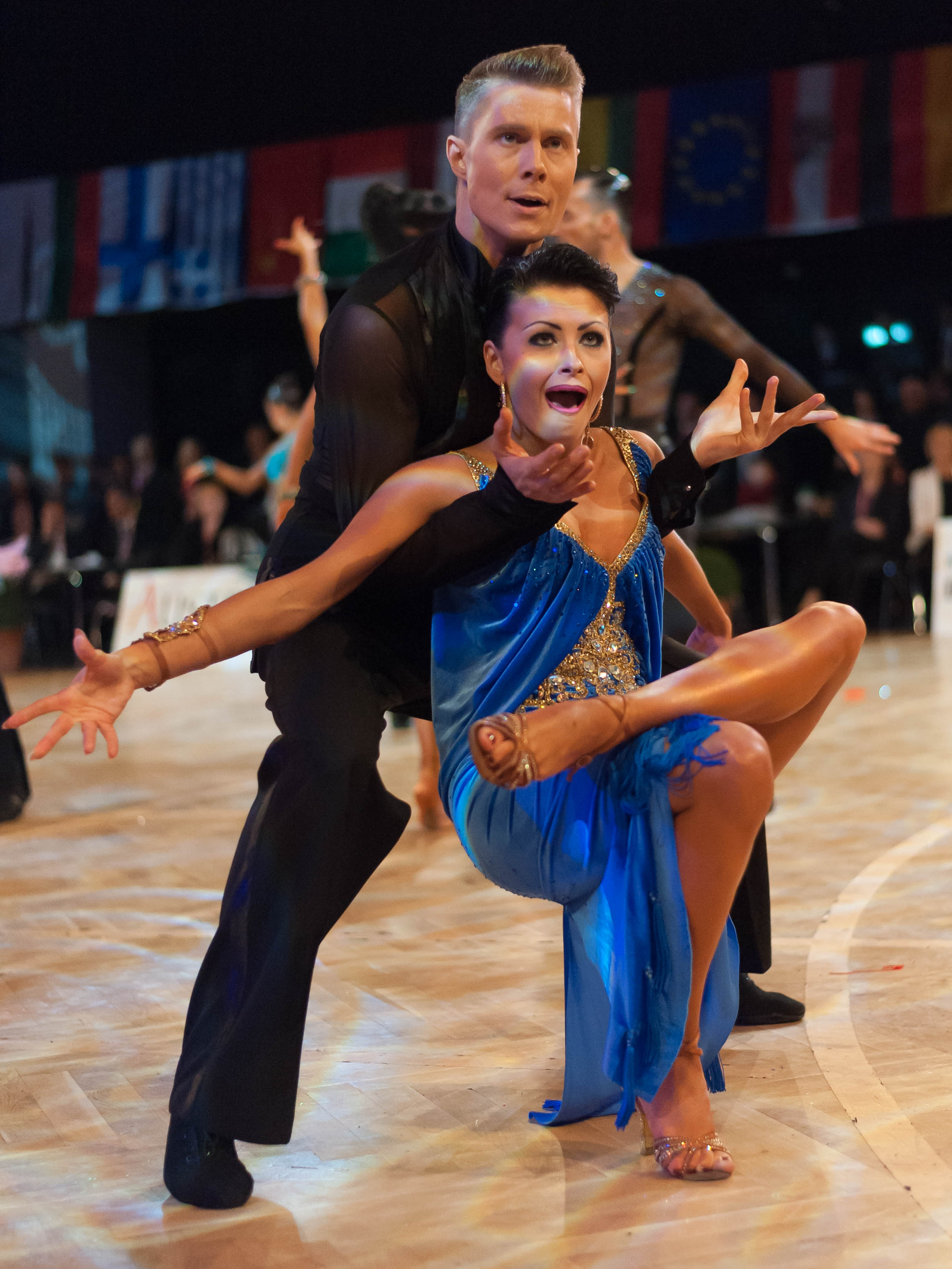
Una parella balla jive en un concurs de competició.

El jive (veu anglesa) és un ball de saló molt ràpid originat als Estats Units per part de negres estatunidencs als primers anys de la dècada del 1930. Deriva del bugui-bugui, amb moltes similituds amb el rock and roll, que s'executa amb salts, acrobàcies i moviment accentuat de malucs. Es tracta d'una forma ultraballable del jazz dels anys 40 del segle xx anomenada també jump, que sorgeix a partir del bugui-bugui i del jitter-bug i que es fonamenta en la secció de metall de les orquestres.
En els balls de saló de competició, el jive s'agrupa sovint amb els balls de saló d'inspiració llatina, encara que les seves arrels es basen en el ball swing i no en el ball llatí.
El nom de la dansa prové del nom d'una forma d'argot vernacular afroamericà, popularitzada a la dècada de 1930 per la publicació d'un diccionari de Cab Calloway, famós líder i cantant de jazz.

## Descripció

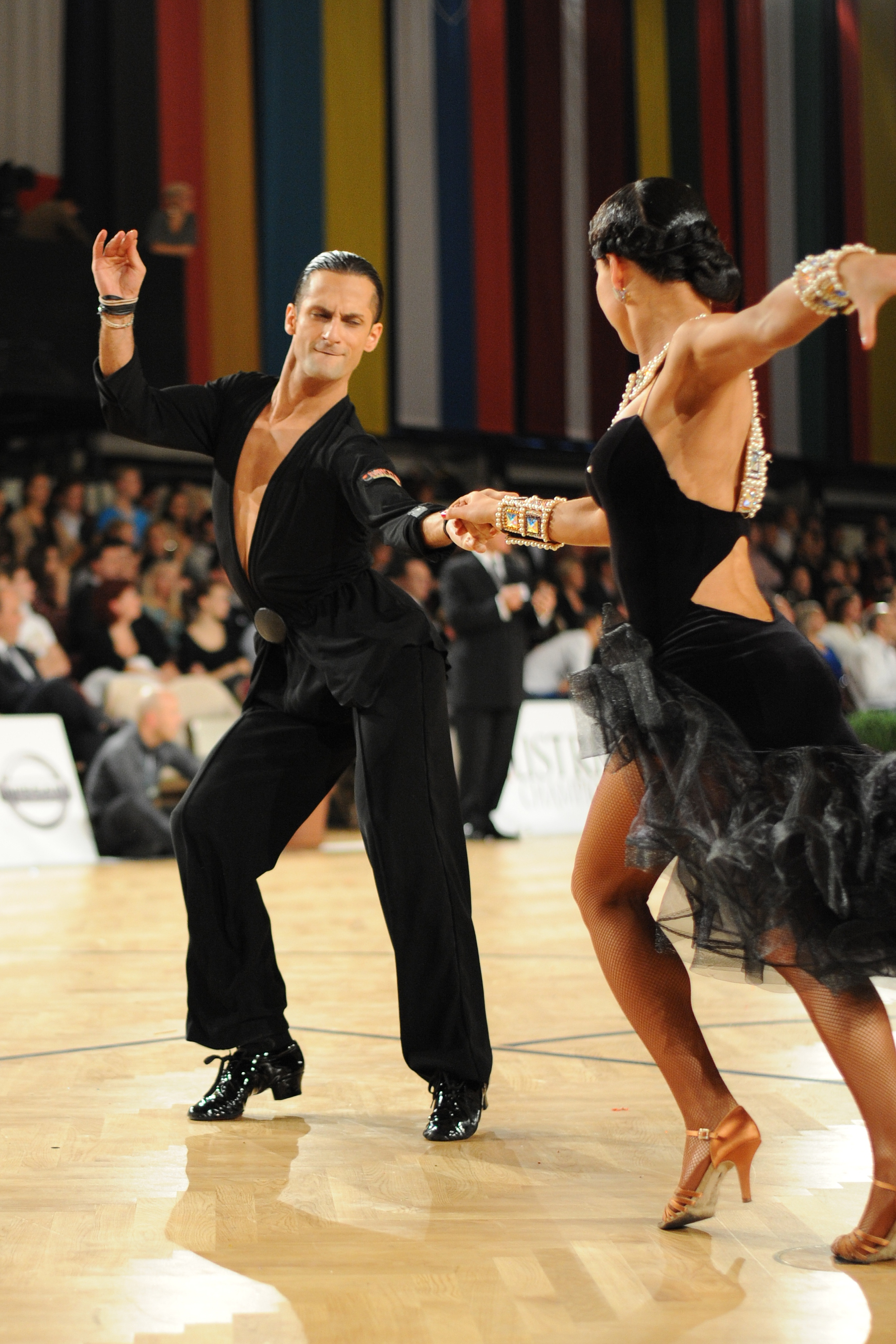
Campionat Obert d'Àustria Viena, 2012, en una imatge del novembre del 2012.

### Ball
El ball és frenètic, amb salts i acrobàcies, improvisat i lliure. Utilitza els passos del jerry bug i del jitter-bug, i que entra, com a ball esportiu, en la modalitat de balls llatins.
Es balla saltant sobre una cama i sobre l'altra amb pronunciats moviments de maluc, i ressorgeix a Anglaterra després de l'èxit obtingut per Joe Jackson (1981) amb la recreació del clàssic de Cab Calloway "The jumpin' jive".

### Música
La dansa té un ritme distintiu de 4/4 amb èmfasi en el 2n i 3r temps. El temps és molt ràpid i sol rondar els 44 temps per minut, però les escoles de ball també baixen a 32 temps.
El jive es balla a un tempo de 176 pulsacions per minut en competicions del National Dance Council of America i a un tempo de 168 a 176 pulsacions pe rminut en competicions de la Federació mundial de dansa esportiva (WDSF). La dansa també es balla fora de la competició amb uns tempos que solen anar de 140 a 184 pulsacions per minut.
Tot i que la música té un ritme alternatiu, per a mostrar més clarament i exagerar el ritme, es balla de forma quasi puntejada. En el cas de Chasse, el temps (comptat en semicorxeres) és en 1, 4, 5. Els compte parells (en negres) s'accentuen amb un balanceig dels malucs ("swinging through the knees").

## Història

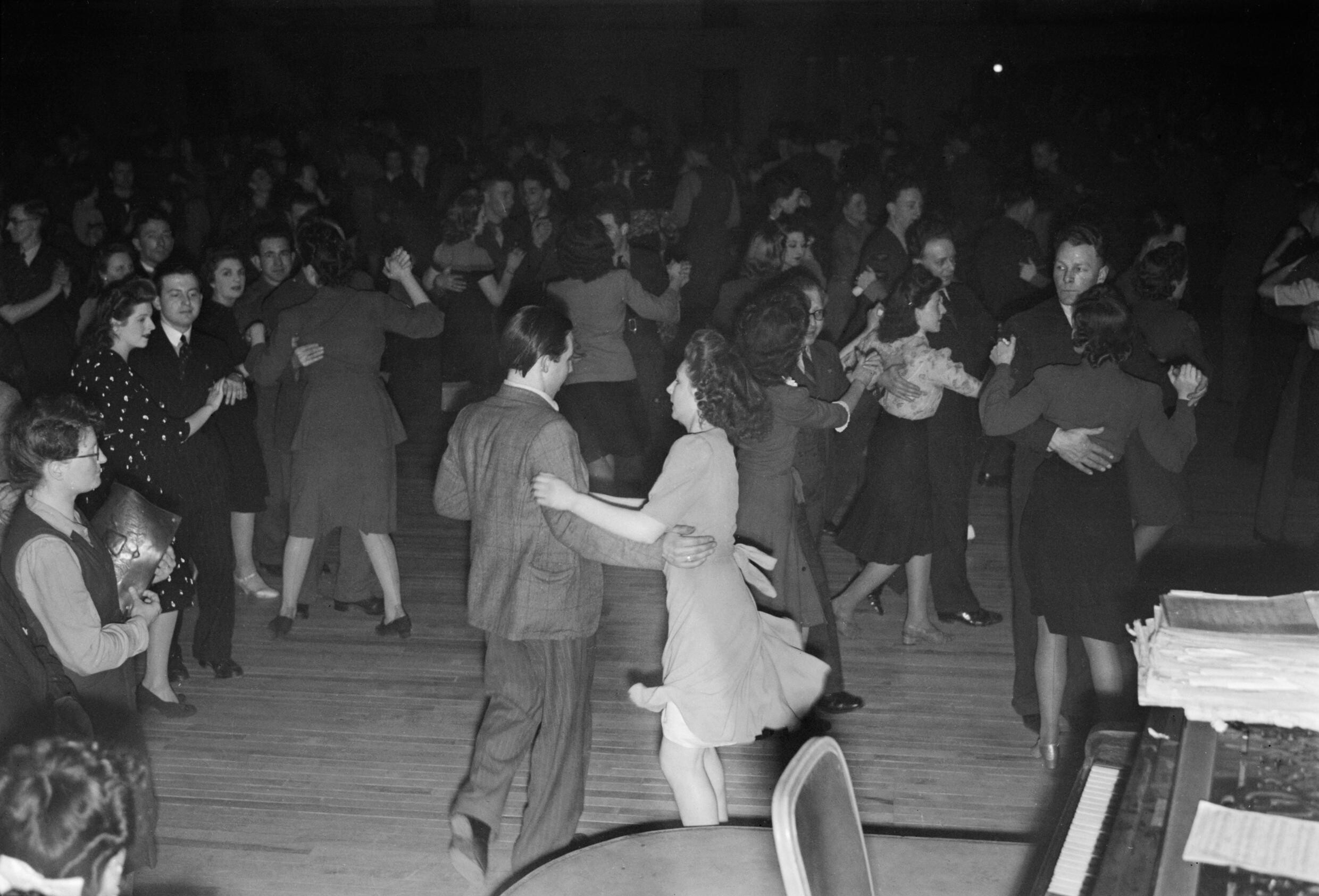
Ballant jive en una sala de ball britànica, el 1945

Per als intèrprets de la música swing de la dècada del 1930 i del 1940, "jive" era una expressió que denotava una conversa insensata.
Els soldats nord-americans van portar Lindy Hop / jitterbug a Europa al voltant de 1940, on aquest ball va arrelar ràpidament entre els joves. Als Estats Units, "swing" es va convertir en la paraula més comuna per a la dansa, i el terme "jive" es va adoptar al Regne Unit. Les variacions en la tècnica van donar lloc a estils com el boogie-woogie i el swing boogie, mentre el "jive" va anar emergint gradualment com el terme genèric al Regne Unit.

### Jive modern
El jive modern es va desenvolupar al Regne Unit durant la dècada del 1980 a tres clubs de Londres: Ceroc, Le Roc i Cosmopolitan Jive. L'estil es basava en un tipus de Jive que va evolucionar a França després de la Segona Guerra Mundial quan balls americans com el jitterbug eren populars a causa de la presència de l'exèrcit nord-americà.
El jive modern no es va crear a França, però el seu origen deu alguna cosa a la versió francesa de Le Bop. La dansa coneguda comunament com a Modern Jive és diferent de Le Bop, una dansa d'un ritme molt alt. Michel Ange Lau va tenir un paper important en el canvi de Le Bop a Modern Jive en un club anomenat Centre Charles Peguy. Dos britànics, James Cronin i Christine Keeble, van veure Le Bop a França i van voler aprendre la dansa quan van tornar a Londres. Estaven entre els alumnes de Lau. L'estil de música que es tocava a les discoteques estava canviant, i balls d'alt ritme com el Rock and Roll i Le Bop estaven perdent popularitat.
El canvi de música va provocar el naixement del jive modern; el 1980 Lau i els ballarins de Le Bop van canviar el temps de Le Bop, provocant una revolució en la dansa. Aquest canvi en el temps no només va permetre a Lau i als seus alumnes ballar amb una varietat de música molt més gran, sinó també crear moviments més complexos.